# Raorchestes
Raorchestes is een geslacht van kikkers uit de familie schuimnestboomkikkers (Rhacophoridae). De groep werd voor het eerst wetenschappelijk beschreven door Sathyabhama Das Biju, Yogesh Shouche, Alain Dubois, Sushil Kumar Dutta en Franky Bossuyt in 2010. Veel soorten behoorden eerder tot het geslacht Pseudophilautus.
Er zijn 62 soorten, inclusief drie soorten die pas in 2016 voor het eerst wetenschappelijk zijn beschreven. Alle soorten komen voor in delen van Azië en leven in de landen China, India, Laos, Maleisië, Myanmar, Nepal, Thailand en Vietnam.

## Taxonomie
Geslacht Raorchestes
- Soort Raorchestes agasthyaensis
- Soort Raorchestes akroparallagi
- Soort Raorchestes anili
- Soort Raorchestes annandalii
- Soort Raorchestes archeos
- Soort Raorchestes aureus
- Soort Raorchestes beddomii
- Soort Raorchestes blandus
- Soort Raorchestes bobingeri
- Soort Raorchestes bombayensis
- Soort Raorchestes chalazodes
- Soort Raorchestes charius
- Soort Raorchestes chlorosomma
- Soort Raorchestes chotta
- Soort Raorchestes chromasynchysi
- Soort Raorchestes coonoorensis
- Soort Raorchestes crustai
- Soort Raorchestes dubois
- Soort Raorchestes echinatus
- Soort Raorchestes flaviocularis
- Soort Raorchestes flaviventris
- Soort Raorchestes ghatei
- Soort Raorchestes glandulosus
- Soort Raorchestes graminirupes
- Soort Raorchestes griet
- Soort Raorchestes gryllus
- Soort Raorchestes hassanensis
- Soort Raorchestes honnametti
- Soort Raorchestes indigo
- Soort Raorchestes jayarami
- Soort Raorchestes johnceei
- Soort Raorchestes kadalarensis
- Soort Raorchestes kaikatti
- Soort Raorchestes kakachi
- Soort Raorchestes lechiya
- Soort Raorchestes leucolatus
- Soort Raorchestes longchuanensis
- Soort Raorchestes luteolus
- Soort Raorchestes manipurensis
- Soort Raorchestes manohari
- Soort Raorchestes marki
- Soort Raorchestes menglaensis
- Soort Raorchestes munnarensis
- Soort Raorchestes nerostagona
- Soort Raorchestes ochlandrae
- Soort Raorchestes parvulus
- Soort Raorchestes ponmudi
- Soort Raorchestes primarrumpfi
- Soort Raorchestes ravii
- Soort Raorchestes resplendens
- Soort Raorchestes sahai
- Soort Raorchestes shillongensis
- Soort Raorchestes signatus
- Soort Raorchestes silentvalley
- Soort Raorchestes sushili
- Soort Raorchestes terebrans
- Soort Raorchestes theuerkaufi
- Soort Raorchestes thodai
- Soort Raorchestes tinniens
- Soort Raorchestes travancoricus
- Soort Raorchestes tuberohumerus
- Soort Raorchestes uthamani

Beddomixalus · 
Chiromantis · 
Feihyla · 
Ghatixalus · 
Gracixalus · 
Kurixalus · 
Liuixalus · 
Mercurana · 
Nasutixalus · 
Nyctixalus · 
Philautus · 
Polypedates · 
Pseudophilautus · 
Raorchestes · 
Rhacophorus · 
Taruga · 
Theloderma